# HD 12661
HD 12661 è una stella gialla (classe spettrale  G6), nella costellazione dell'Ariete, distante dalla Terra 121,2 anni luce. Attorno alla stella sono stati scoperti due pianeti extrasolari, HD 12661 b e HD 12661 c.

## Caratteristiche fisiche
La stella è una nana gialla di sequenza principale poco più massiccia e luminosa del Sole, di classe spettrale G6V, o come appare in qualche pubblicazione di classe K0. L'età della stella pare maggiore di quella del Sole, è stata infatti stimata in 7 miliardi di anni, così come è maggiore la presenza di metalli, quasi doppia rispetto a quella presente nel Sole, un dato insolito per una stella dalle caratteristiche simili alla nostra stella; l'alta metallicità potrebbe anche essere spiegata con la presenza in passato di un pianeta andato distrutto e inglobato dalla stella.

## Sistema planetario
La stella è sede di sistema costituito da due grandi pianeti extrasolari di tipo gassoso, scoperti con il metodo della velocità radiale.

Orbite intorno a HD 12661

Dimensioni dei pianeti paragonati con la stella

### HD 12661 b
HD 12661 b è un pianeta gigante gassoso due volte e mezzo più grande di Giove. Scoperto nel 2000, possiede un'orbita eccentrica in parte all'interno della zona abitabile, vale a dire che se il pianeta possiede dei satelliti naturali dotati di atmosfera, questi potrebbero ospitare la vita, anche se a sfavore di questa ipotesi gioca l'alta eccentricità orbitale, che può causare una differenza di oltre 100 K tra il periastro e l'apoastro del pianeta attorno alla stella.

### HD 12661 c
HD 12661 c è il secondo pianeta orbitante attorno alla stella; si tratta di un gigante gassoso scoperto nel 2002, grande una volta e mezzo Giove. L'orbita di questo pianeta non è molto eccentrica, è posta però oltre la zona abitabile della stella madre, il cui limite esterno si trova a circa 1,75 UA.
Segue un prospetto dei componenti del sistema planetario di HD 12661.
| Pianeta | Massa     | Periodo orb. | Sem. maggiore | Eccentricità | Scoperta |
| ------- | --------- | ------------ | ------------- | ------------ | -------- |
| b       | >2,176 MJ | 263,6 giorni | 0,8079 UA     | 0,377        | 2000     |
| c       | >1,812 MJ | 1708 giorni  | 2,815 UA      | 0,031        | 2002     |